# Уэр, Роберт Брюс
Роберт Брюс Уэр (англ. Robert Bruce Ware; р. Альбукерке, Нью-Мексико, США) — американский политолог.

## Биография
Получил степень бакалавра политических наук в Калифорнийском университете и степень магистра философии в Принстонском университете.
Преподавал в Оксфордском университете, Букингемском университете, университете штата Нью-Мексико. В настоящее время адъюнкт-профессор Университета Южного Иллинойса.
Автор многочисленных статей по философии Гегеля, об американской политике и образовании, о политике и религии на Кавказе. Помимо научных изданий, его статьи были опубликованы в Los Angeles Times, Boston Globe, Chicago Tribune, Christian Science Monitor, San Francisco Chronicle, St. Louis Post-Dispatch,  Moscow Times, Russia Journal, Hindu, Central Asia Caucasus Analyst и других.
Соавтор книги «Dagestan: Russian Hegemony and Islamic Resistance in the North Caucasus» (совместно с российским социологом Э. Ф. Кисриевым).